# يو إف سي 29
يو إف سي 29: الدفاع عن الأحزمة (بالإنجليزية: UFC 29: Defense of the Belts)‏ هو حدث لفنون القتال المختلطة نظمته يو إف سي، أُقيم في 16 ديسمبر 2000، على ديفر أرياك في طوكيو، اليابان.